# اسندون شمالی، ویکتوریا
اسندون شمالی (به انگلیسی: Essendon North) یک حومه شهر در استرالیا است که در City of Moonee Valley واقع شده‌است.